# Ljubav je
Chansons représentant la Bosnie-Herzégovine au Concours Eurovision de la chanson
Korake ti znam
(2012)
Ljubav je (en français « L'amour est ») est la chanson de Dalal et Deen en featuring avec Ana Rucner et Jala qui représente la Bosnie-Herzégovine au Concours Eurovision de la chanson 2016 à Stockholm.
Le 10 mai 2016, lors de la 1re demi-finale, elle termine à la 11e place avec 104 points  et par conséquent n'est pas qualifiée pour la finale.